# Metacalypogeia alternifolia
Metacalypogeia alternifolia là một loài rêu tản trong họ Calypogeiaceae. Loài này được (154+) Grolle miêu tả khoa học lần đầu tiên năm 1964.